# Intubatie

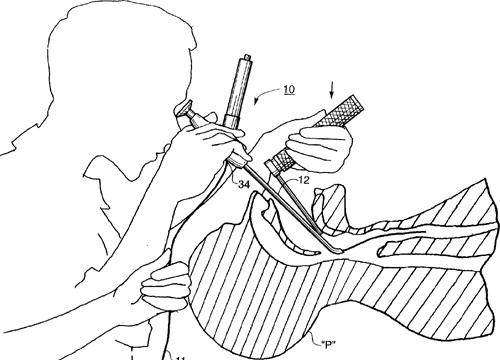
intubatie

Intubatie of intuberen is het aanbrengen van een buis (endotracheale tube) in de luchtpijp ten behoeve van beademingsapparatuur of om de luchtweg vrij te maken bijvoorbeeld bij een acute vernauwing van de luchtwegen.

## Indicaties voor intubatie
- Algehele anesthesie: voor de meeste operaties die niet onder lokale verdoving plaatsvinden wordt de patiënt geïntubeerd in het kader van de narcose.
- Longoperaties: hierbij kunnen speciale beademingbuizen het mogelijk maken om longdelen afzonderlijk te beademen, zodat de chirurg verwijdering van longdelen veilig kan uitvoeren.
- Acute luchtwegvernauwingen: bijvoorbeeld epiglottitis en laryngitis subglottica, een ontsteking van het slijmvlies vlak onder de stembanden, met slijmvlieszwelling en dientengevolge benauwdheid. Dit kwam vroeger vrijwel uitsluitend voor bij difterie, een bacteriële infectie, waartegen kinderen sinds 1956 ingeënt worden,[1] zodat de echte kroep niet meer voorkomt. De laryngitis subglottica komt nog wel voor bij virale en andere banale infecties en heet dan "pseudokroep".
- Levensbedreigende ziekten: veel ernstige ziekten gaan gepaard met het tekortschieten van de zuurstoftoevoer aan het lichaam. b.v. ernstige longontstekingen, inademen van rook, uitvallen van de pompfunctie van het hart, algehele ontstekingen en bloedinfecties sepsis. De patiënt kan dan in de ademhaling worden ondersteund door beademing met een beademingsmachine.
- Ongevallen waarbij het slachtoffer ter plekke beademd dient te worden en (langdurige) beademing via een mondkapje niet mogelijk is doordat het slachtoffer bijvoorbeeld bekneld zit en/of niet goed bereikbaar is en ondertussen andere hulpdiensten hun werk moeten doen.

## Uitvoering van de intubatie

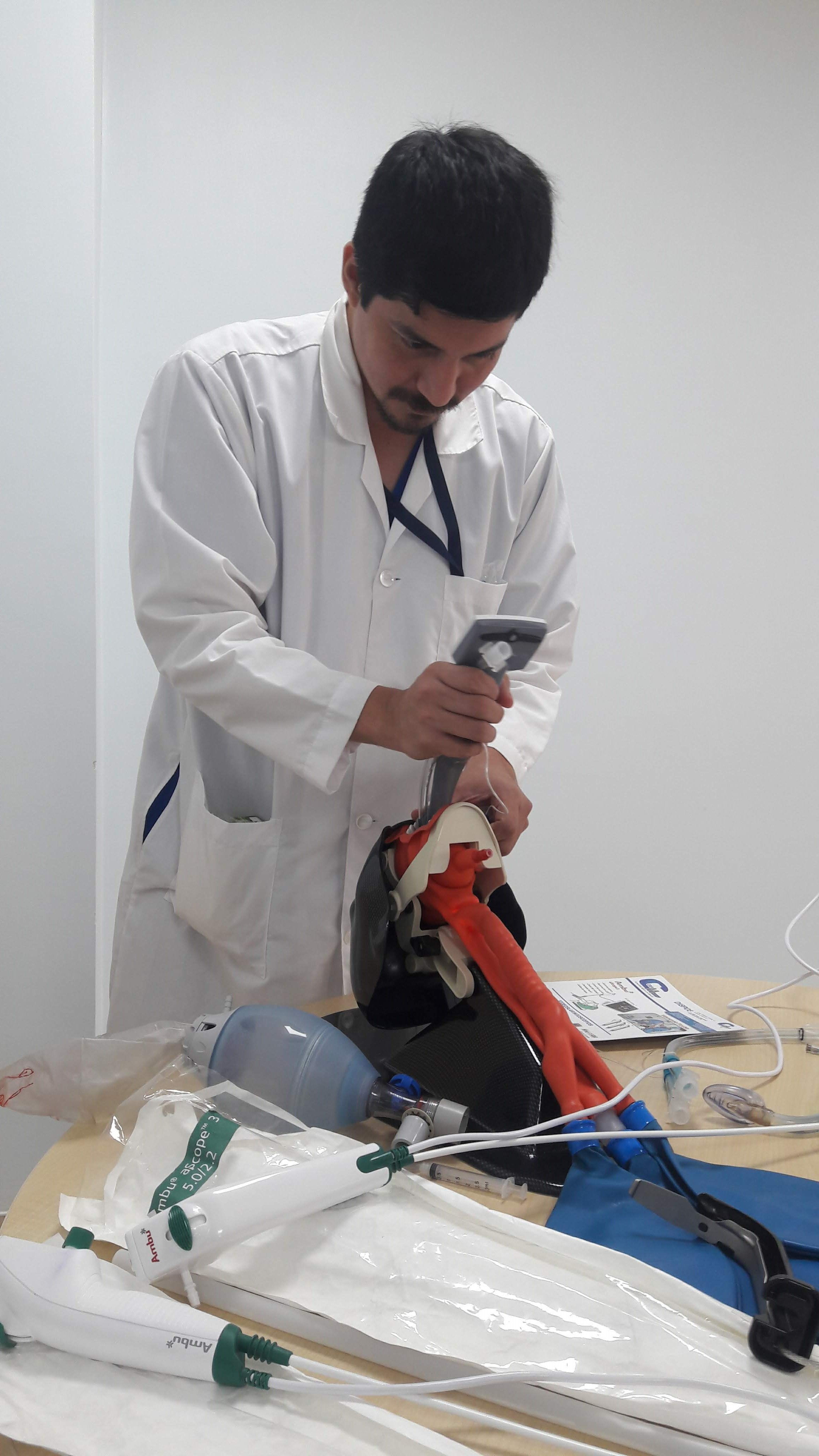

Bij intubatie brengt een medicus of verpleegkundige een flexibele buis van siliconenrubber of van polyvinylchloride (pvc) naar binnen tussen de stembanden door tot ongeveer halverwege de luchtpijp (trachea). Dit kan geschieden via de mond of via een van de neusgaten. Na de intubatie wordt een manchet (cuff) opgeblazen die om het uiteinde van de tube ligt die in de trachea zit, om zo beademing onder druk mogelijk en aspiratie van maaginhoud onmogelijk te maken. Hierna wordt door met een stethoscoop op beide longen te luisteren gecontroleerd of de tube niet te diep ligt (als de buis niet in de trachea ligt maar op de splitsing van of in de linker of rechter hoofdbronchus ligt wordt slechts 1 long beademd).
Intubatie is een vaardigheid die moet worden geleerd. In situaties waarin intubatie nodig is kan de patiënt vaak niet meer zelf ademen en ontstaat dus levensgevaar als de intubatie niet snel lukt. Problemen kunnen ontstaan bij mensen met een erg stijve of misvormde halswervelkolom, of afwijkingen aan de kaak. Op gebitselementen in slechte conditie wordt soms grote druk uitgeoefend, waardoor deze kunnen afbreken en eventueel zelfs in de luchtpijp rollen. Om deze reden worden ook plaatjes en kunstgebitten altijd eerst verwijderd.

## Instrumenten
Om goed zicht te hebben tijdens de ingreep wordt een laryngoscoop gebruikt. Het plaatje toont intubatie met de laryngoscoop volgens MacGill, met een recht blad, men werkt tegenwoordig echter voornamelijk met een laryngoscoop met een gebogen blad volgens MacIntosh, waarmee de intubatie gemakkelijker uitvoerbaar is. Door de mond wordt de ingang van het strottenhoofd zichtbaar gemaakt, waarna de buis wordt ingebracht. De buis wordt ook wel tube of endotracheale tube genoemd.

## Complicaties
Het is van belang om de juiste diktemaat van de buis (endotracheale tube) te kiezen daar bij te dikke buizen het invoeren wel lukt, maar binnen enkele uren het slijmvlies van strottenhoofd en/of luchtpijp ernstig beschadigd kan raken. Daarom kiest men een maat tube die voldoende ruimte laat om de bloedvoorziening van het luchtwegslijmvlies niet te belemmeren door de druk van een te dikke buis.
Een ander risico betreft het hergebruik van zelf gesteriliseerde tubes, die daardoor toxisch kunnen worden voor het slijmvlies van de luchtweg.
Dit alles kan leiden tot littekenvorming en vernauwing van de luchtweg. Als gevolg hiervan ontwikkelt zich de daarbij behorende benauwdheid en gierende ademhaling (stridor) in de loop van weken na het verwijderen van de buis (de extubatie). De behandeling van zulk letsel is niet eenvoudig, zeker niet bij kinderen. (Deze behandeling is tegenwoordig meestal operatief.)
Het intuberen vereist dus een gevoelige hand en kennis van de risico's.